# Calocedrus macrolepis
Espèce
Statut de conservation UICN

 NT  : Quasi menacé
Calocedrus macrolepis est une espèce de plantes du genre Calocedrus de la famille des Cupressaceae.

## Synonymes
Calocedrus macrolepis a pour synonymes selon Plants of the World online (POWO) (23 février 2021) :
- Heyderia macrolepis (Kurz) H.L.Li
- Libocedrus macrolepis (Kurz) Benth. & Hook.f.
- Thuja macrolepis (Kurz) Voss

## Liste des variétés
Selon Tropicos (23 février 2021) :
- variété Calocedrus macrolepis var. formosana (Florin) W.C. Cheng & L.K. Fu
- variété Calocedrus macrolepis var. macrolepis